# Terzigno
Terzigno ist eine italienische Gemeinde mit 17.298 Einwohnern (Stand 31. Dezember 2023) in der Metropolitanstadt Neapel, Region Kampanien.
Die Nachbarorte von Terzigno sind Boscoreale, Boscotrecase, Ottaviano, Poggiomarino und San Giuseppe Vesuviano.

## Geschichte
2010 geriet die Gemeinde wegen der teilweise gewaltsam ausgetragenen Demonstrationen gegen den geplanten Bau einer neuen Abfalldeponie international in die Schlagzeilen. Die Bürger protestierten wegen möglicher Gesundheitsgefahren und Umweltschäden. Die geplante neue Anlage hätte eine Kapazität von drei Millionen Tonnen aufgewiesen und sollte somit die größte Abfalldeponie Europas werden. Am 18. November 2010 gab der Ministerrat in Rom die Pläne für den Bau der neuen Deponie auf. Als Grund wurden die heftigen und teilweise gewalttätigen Proteste angegeben.

## Bevölkerungsentwicklung
Zwischen 1991 und 2001 stieg die Einwohnerzahl von 13.653 auf 15.870. Dies entspricht einem prozentualen Zuwachs von 16,2 %.